# Ньюбері (округ, Південна Кароліна)
Шаблон:StateAbbr_ 34°17′ пн. ш. 81°36′ зх. д. / 34.29° пн. ш. 81.6° зх. д.
Округ Ньюбері (англ. Newberry County) — округ (графство) у штаті Південна Кароліна, США. Ідентифікатор округу 45071.

## Історія
Округ утворений 1785 року.

## Демографія
За даними перепису 
2000 року 
загальне населення округу становило 36108 осіб, зокрема міського населення було 12120, а сільського — 23988.
Серед мешканців округу чоловіків було 17421, а жінок — 18687. В окрузі було 14026 домогосподарств, 9809 родин, які мешкали в 16805 будинках.
Середній розмір родини становив 2,99.
Віковий розподіл населення поданий у таблиці:
| Стать    | До 15 років | 15-21 | 22-29 | 30-39 | 40-49 | 50-65 | 65-85 | Понад 85 |
| -------- | ----------- | ----- | ----- | ----- | ----- | ----- | ----- | -------- |
| Чоловіки | 3699        | 1915  | 1806  | 2488  | 2516  | 2941  | 1883  | 173      |
| Жінки    | 3495        | 1881  | 1785  | 2594  | 2602  | 3063  | 2734  | 533      |

## Суміжні округи
- Юніон — північ
- Ферфілд — схід
- Ричленд — південний схід
- Лексінгтон — південний схід
- Салуда — південь
- Грінвуд — південний захід
- Лоренс — північний захід

## Виноски
1. ↑  U.S. Decennial Census. United States Census Bureau. Процитовано 18 березня 2015.
2. ↑  Historical Census Browser. University of Virginia Library. Архів оригіналу за 11 серпня 2012. Процитовано 18 березня 2015.
3. ↑  Forstall, Richard L., ред. (27 березня 1995). Population of Counties by Decennial Census: 1900 to 1990. United States Census Bureau. Процитовано 18 березня 2015.
4. ↑  Census 2000 PHC-T-4. Ranking Tables for Counties: 1990 and 2000 (PDF). United States Census Bureau. 2 квітня 2001. Процитовано 18 березня 2015.
5. ↑  State & County QuickFacts. United States Census Bureau. Архів оригіналу за 6 червня 2011. Процитовано 25 листопада 2013.(англ.) Наведено за англійською вікіпедією.
6. ↑  American FactFinder. Бюро перепису населення США. Архів оригіналу за 26 лютого 2012. Процитовано 31 січня 2008.

| США | Це незавершена стаття з географії США. Ви можете допомогти проєкту, виправивши або дописавши її. |